# Óscar Serrano Rodríguez
Óscar Serrano Rodríguez (Blanes, 30 settembre 1981) è un ex calciatore spagnolo, di ruolo centrocampista.